# دارسي وارد
دارسي وارد (بالإنجليزية: Darcy Ward)‏ هو متسابق دراجات نارية أسترالي، ولد في 4 مايو 1992 في Nanango ‏ في أستراليا.

## وصلات خارجية
- الموقع الرسمي